# Вустров (Остзебад)
Вустров (нем. Wustrow) — община в Германии, в земле Мекленбург-Передняя Померания.
Входит в состав района Северная Передняя Померания. Подчиняется управлению Дарс/Фишланд. Население составляет 1209 человек (на 31 декабря 2010 года). Занимает площадь 6,89 км².

## Фотографии

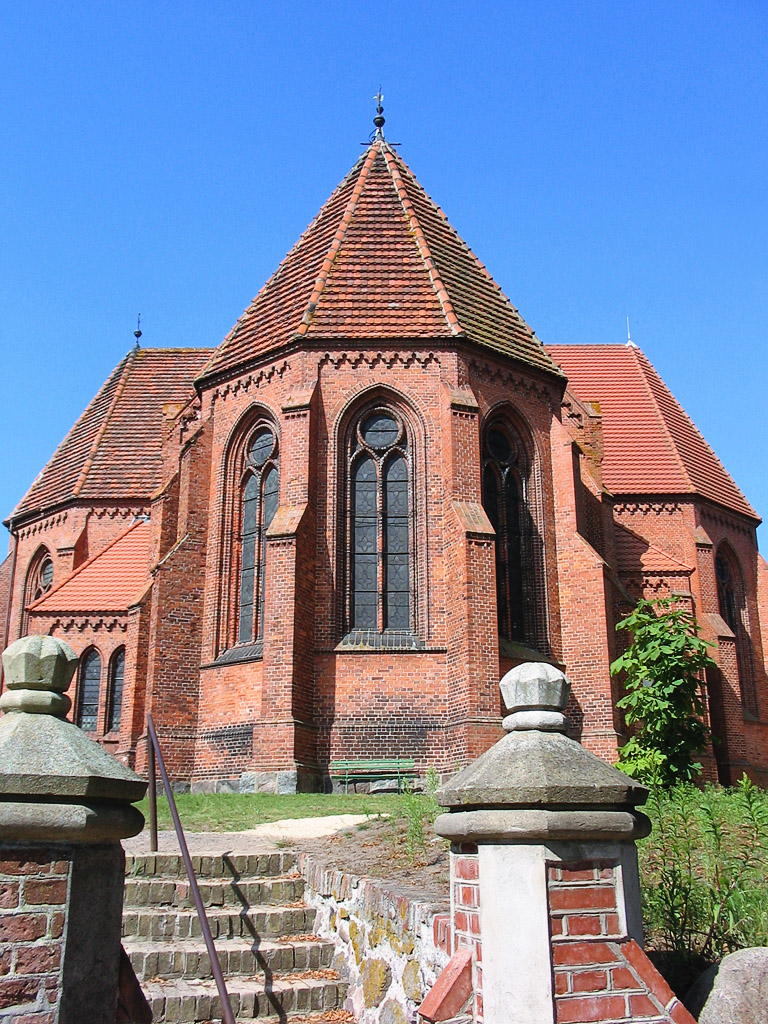
Церковь
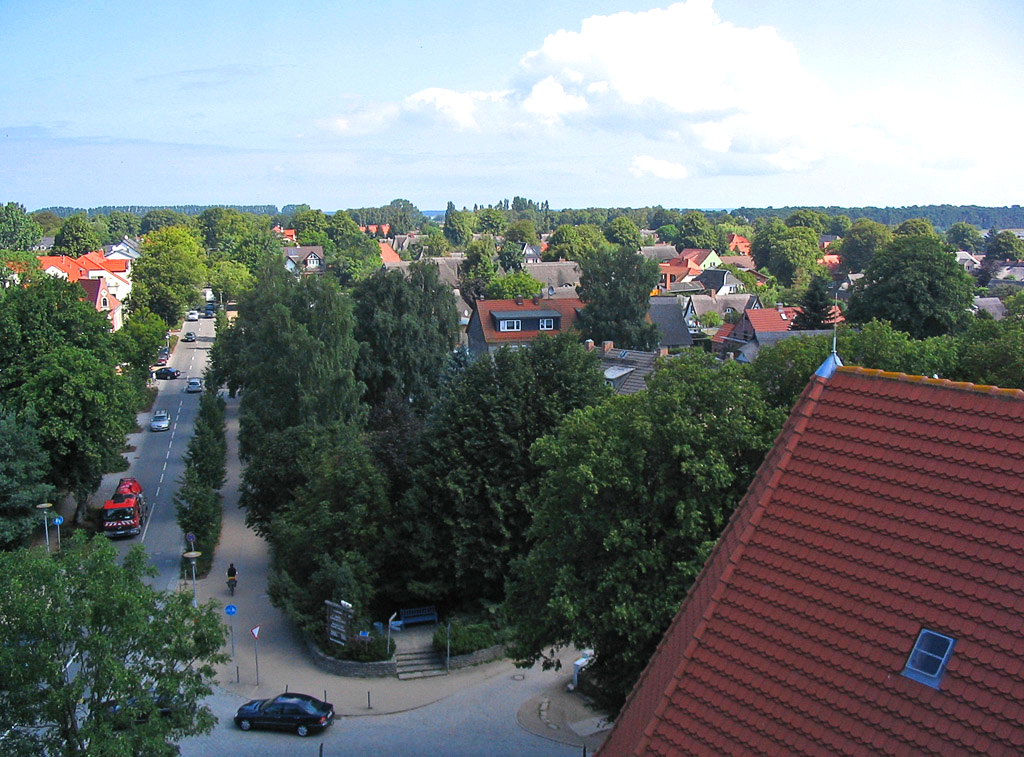
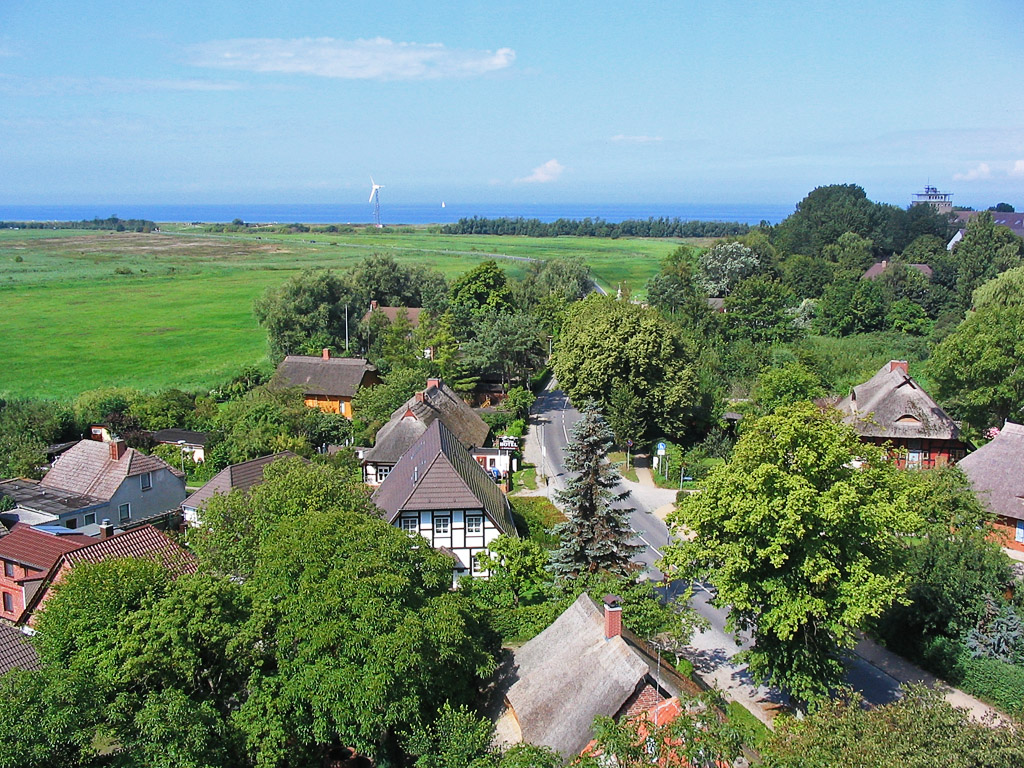
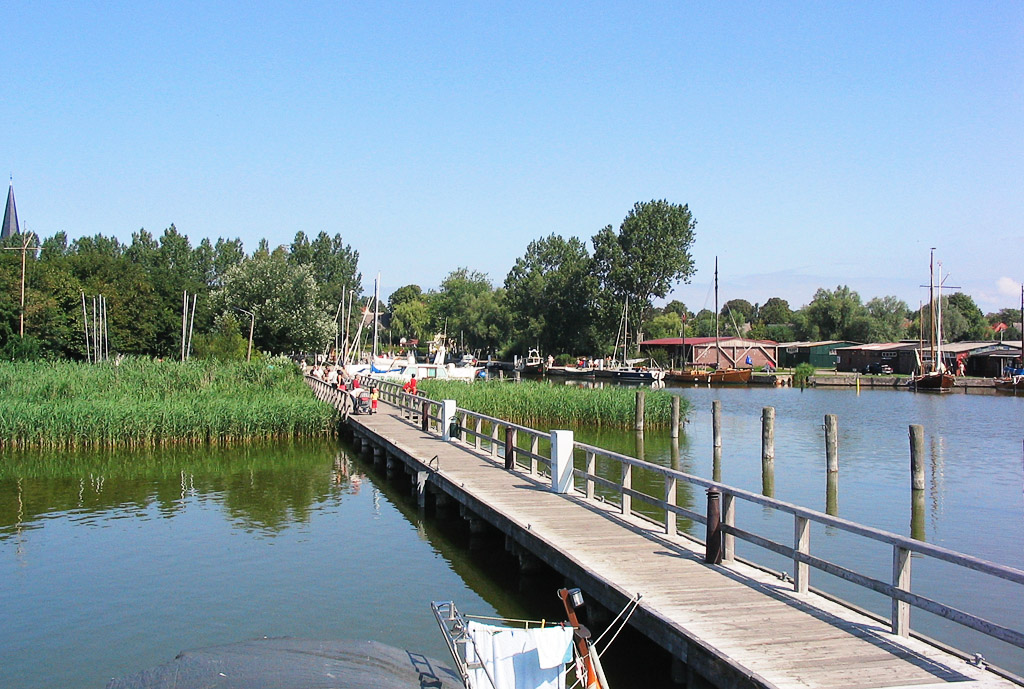
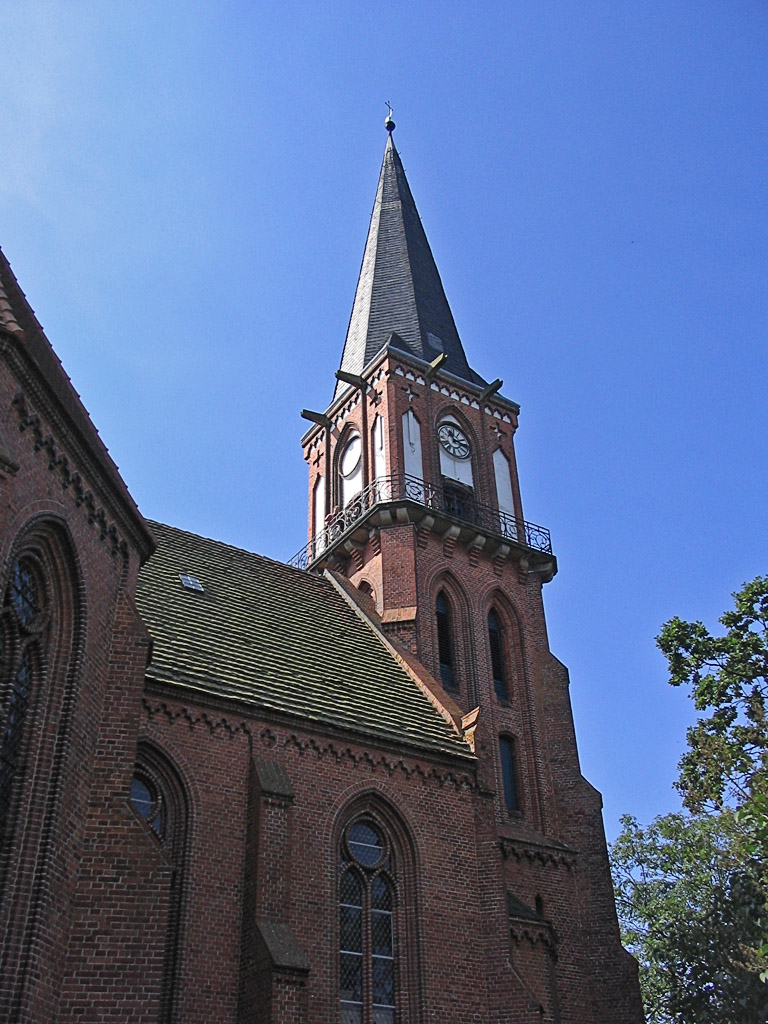